# Ulrike Bock
Ulrike Bock (* 1941 in Rößlingen, Landkreis Breslau, Provinz Niederschlesien; † 3. Mai 2024 in Berlin) war eine deutsche Künstlerin, die in den Bereichen Zeichnung, Fotografie, Collage, Objekt- und Videokunst, Textgestaltung, Skulptur und Installation arbeitete. Vor allem in Zusammenarbeit mit ihrer Lebensgefährtin, der Schweizer Künstlerin Brigitta Sgier (1956–2016), entstanden ab den späten 1980er-Jahren experimentelle und multimediale Installationen und Performances mit düsterem, feministischem Charakter.

## Leben
Ihr Vater, der Mediziner Rudolf Bock, war nach Aussage Bocks „ein richtiger Nazi“ und in Schlesien zur NS-Zeit als Ortsgruppenführer tätig. Infolge des Zweiten Weltkriegs floh die Familie; Bock verbrachte ihre Kindheit und Jugend in Worpswede (ab 1960 im Ortsteil Hüttenbusch), wo sie eine Fotografenlehre absolvierte. Im Jahr 1968 zog sie nach Berlin und wurde dort Teil der avantgardistischen Kunstszene. Über ihren damaligen Lebensgefährten Arno Waldschmidt kam sie in Kontakt mit der Künstlergruppe Werkstatt Rixdorfer Drucke, auch wenn sie nie Teil der Gruppe war. Beide veröffentlichten 1969 den erotischen Fotoband Das Mädchen und der Knopf.
Bock lebte in Berlin zunächst in einer Wohngemeinschaft u. a. mit Arno Waldschmidt in der Waldemarstraße (bis 1970) und anschließend bis 1973 in der Witzlebenstraße. Ab 1973 verbrachte sie die Sommermonate in Gifkendorf, lebte die restliche Zeit jedoch in Berlin, ab 1980 in der Jenaer Straße in Charlottenburg und ab 1986 auf der Pestalozzistraße 11. Ab 1986 lebte und arbeitete sie mit der Schweizer Künstlerin Brigitta Sgier, die sie während einer Lesung kennengelernt hatte und mit der sie auch privat ein Paar war, zusammen. Als Künstlerduo wurden sie von der Galeristin Karoline Müller entdeckt, die sie förderte und mehrfach in der Ladengalerie ausstellte.
Nach der politischen Wende zogen Bock und Sgier nach Ostberlin und lebten eine zeitlang in einer Hausruine. Ab 1994 hatten sie zeitweise ein Atelier in der Tiergartenstraße 7 in Königs Wusterhausen und wurden 1996 mit einem Atelierstipendium der Stiftung Starke ausgezeichnet, wodurch sie als Artist in Residence in Berlin-Grunewald wohnten. Sie zogen 1999 nach Pinnow in der Uckermark, da beide die gesellschaftliche Realität in der Großstadt als „feindlich und verbraucht“ empfanden, kehrten jedoch nach einigen Jahren wieder nach Berlin zurück und bezogen eine Atelierwohnung im Wedding, wo sie bis zu ihrem Tod lebten. Brigitta Sgier verstarb 2016. Bock zog sich daraufhin aus der öffentlichen Kunstszene und später komplett aus der Öffentlichkeit zurück und verstarb im Mai 2024 in ihrer Aterlierwohnung im Wedding.
Ihr umfangreicher dokumentarischer Nachlass, der auch Arbeiten und Materialien von Brigitta Sgier umfasst, befindet sich im Besitz der Berlinischen Galerie. Schon zu Lebzeiten hatte die Akademie der Künste einen Teil der Werke Bocks übernommen.

## Wirken
Rezeption
Obwohl Bock über die Fotografie hinaus keine formale weitere künstlerische Ausbildung absolvierte, entwickelte sie einen eigenständigen Stil und arbeitete autodidaktisch in zahlreichen Kunstformen, darunter Malerei, Zeichnung, Collage, Skulptur, Video und Installation, die sich in unterschiedlicher Weise den Themen Geburt, Tod, Sexualität, Verletzung, Verlust, Missbrauch und Beziehung widmeten. In ihrer Kunst gestaltete Bock „ästhet[ische] Grenzbereiche des Häßlichen und Ekelerregenden“. Gemeinschaftsarbeiten mit Brigitta Sgier galten als „düster, todesschwanger, narzißtisch, autistisch, ekelhaft“, fasste der Tagesspiegel 1999 zusammen; die „Reaktionen reichen von der krassen Ablehnung mit Gewaltandrohung bis hin zur devoten Bewunderung, wie beispielsweise bei jenem Mann, der einmal eine Kellerinstallation der beiden Künstlerinnen wie ein Moslem seine Moschee nur ohne Schuhe betreten wollte“. Ihre Werke hätten Tiefe, jedoch „Tiefe, die den Betrachter erschauern läßt, in die er sich unter Umständen gar nicht einzutauchen traut.“ Auch Claudia Gehrke, die sich vor allem mit Bock und Sgiers Filmen befasste, befand, dass der Zuschauer gewillt sein muss, sich auf die Kunst des Duos einzulassen: „Manche denken auch nichts als ‚Mami, ich will hier raus‘, wenn sie Ulrike Bocks und Brigitta Sgiers Bild & Text-Kunstwerke sehen.“
Solo
Besondere Aufmerksamkeit erhielt Bock für ihre Arbeiten, die sich mit gesellschaftlichen Themen, radikal-feministischen Fragestellungen und der Rolle der Frau in der Kunst auseinandersetzten. Mehrfach publizierte Soloarbeiten waren unter anderem die in den frühen 1980er-Jahren entstandenen Fotoserien :ein Gesicht: und :ein Körper:. In den mit Selbstauslöser fotografierten Werken wird der nackte Frauenkörper eingeschnürt gezeigt, oftmals erscheint er dabei unästhetisch-entstellt, mit aufgezeichneten Wundmalen und einer kompletten Verhüllung des Kopfes. Fotos der Serie :ein Gesicht: (Name der Einzelbilder: Gesichter) zeigen Nahaufnahmen von bandagierten oder anders verhüllten Gesichtern mit im Schrei geöffneten Mündern oder hervorquellender Zunge.
Eine besonders umstrittene Kunstserie Bocks war Die ewige Wiederkehr des Körpers, die zwischen 1980 und 1983 entstand. Sie zeigte menschengroße, bemalte Gipsskulturen, wobei die primitiven Frauengestalten nackt und mit entblößten Geschlechtsteilen zu sehen waren. Ausstellungen der Figuren sorgten für Skandale:

„Ich habe menschengroße Skulpturen gemacht. Die wurden dann einmal in Stuttgart ausgestellt beim Buchhändler Niedlich in den Siebzigern. Dann hat es einen riesigen Skandal gegeben wegen der Figuren. […] Heute würde das niemand mehr schockieren, aber damals ist die Polizei gekommen und es gab eine Bombendrohung. Die standen im Schaufenster und wegen der Kinder hat er mit einem schwarzen Vorhang das Fenster verhangen, sodass nur noch die Köpfe zu sehen waren. Das war Wahnsinn. In der Ladengalerie Kurfürstendamm hab ich die dann auch mal ausgestellt, da war es dasselbe. Auch Bombendrohung. Und das war ja schon in den achtziger Jahren.“

Bock verfasste zudem Gedichte und prosaische Texte, die größtenteils fragmentarisch oder unveröffentlicht blieben. Im Jahr 1986 erschien im Konkursbuch Verlag der Verlegerin Claudia Gehrke der Band Die denkende Schrift, in der Texte und Fotos Bocks versammelt sind. Fragmente von Texten erschienen zudem 1987 im Ausstellungskatalog 1+1≠2 (u. a. Ausschnitte aus dem Roman Das Auge des Augenblicks [1980], und der Schriftdarstellungen :Von der Freude [1985] und 1>68=9∞ [Schriftdarstellung zu Brigitta Sgier, 1987]). Der Katalog Zur Physiologie der bildenden Kunst (1987) enthält zudem ihren Text :nach dem Schrecken: eine Rede des Weiblichen.
Mit Arno Waldschmidt
In Zusammenarbeit mit Bocks damaligem Lebensgefährten Arno Waldschmidt erschien 1969 der Fotoband Das Mädchen und der Knopf. Auf 18 Bildtafeln finden sich vor allem experimentell-abstrakte, schwarz-weiße Aktphotographien des weiblichen Körpers, auf den ein Knopf gelegt ist. In einem Beitrag zur Aktfotografie der 1960er-Jahre beschrieb Jörg Bohn die Arbeit der beiden Künstler als „einen durchaus originellen Vertreter der gescholtenen experimentellen [Fotografie-]Richtung“, wobei das Bilderbuch ein „Zusammenspiel aus gewollter Unschärfe, grobkörnigem Filmmaterial und ungewohnten Perspektiven [sei], bei dem besagter Knopf über einen Frauenkörper wandert.“ Bock porträtierte Waldschmidt mehrfach und verarbeitete ihre Beziehung in Texten, darunter 1985 in :der Mann ohne Schatten: (ein Versuch zu Arno Waldschmidt zu sprechen), und Objektkunst (Tagebuch für Arno Waldschmidt, 1975–1985).
Mit Brigitta Sgier

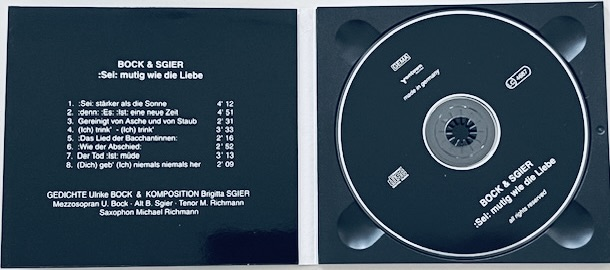
Bock & Sgier: :Sei: mutig wie die Liebe, CD (1995)

Ein bedeutender Abschnitt in Bocks künstlerischen Laufbahn war ab 1986 die Zusammenarbeit mit der Künstlerin Brigitta Sgier. Die künstlerischen Felder von Bock und Sgier ergänzten sich dabei: „Brigitta hat komponiert und ich geschrieben, das war ein gutes Zusammenspiel. Sie hat Installationen gemacht und ich gemalt, insofern hat sich das gut überschnitten“, so Ulrike Bock rückblickend. Auch die Kritik würdige die sich ergänzenden Künstlerinnen: „Brigitta Sgier, die Schweizer ‚Komponistin für Ton und Bild‘, und Ulrike Bock, die eigentlich Fotografin ist, sich heute aber entsprechend ‚Dichterin für Bild und Wort‘ nennt. Ein Paar, das sich gegenseitig ergänzt und ausgleicht in Installation, Malerei, Plastik, Gedicht und Text, begleitet und vertont von gesanglichen, minimalen Repetitionen.“
Ihre Zusammenarbeit erstreckte sich auf verschiedene Medien, wobei die Resultate zwiespältig aufgenommen wurden. Das Hörspiel Nacht: Eine Frau an eine Frau, basierend auf tagebuchartigen Notizen auf zwei Wochen im Juli 1986, wurde im August 1989 auf Radio100 ausgestrahlt. Die Kritik nannte es ein „Sprech-Musik-Stück der beiden Berliner Wort-Bild-Ton-Künstlerinnen“, das kaum zugänglich sei. Als Teil der Installation sieh (mich) an >< (ich) sehe (dich), die 1992 im Rahmen der Ausstellung An anderem Ort im Kunstforum der GrundkreditBank zu erleben war, veröffentlichten Bock und Sgier 1992 auch die Kassette Am Anfang war die Stimme. Im Jahr 1995 erschien als Bock & Sgier die CD :Sei: mutig wie die Liebe, die acht Stücke enthielt. Die Musik stammte von Brigitta Sgier und die Texte von Ulrike Bock.
Im Pelze Multimedia konzipierten Bock und Sgier 1989 die Ausstellung Subjekt-Räume als „Gesamtkunstwerk“ in Verbindung von Installations- und Videokunst, mit Sprech- und Musikeinlagen, verbunden mit Performance der zwei in Schwarz gekleideten Künstlerinnen. Die Auftritte des Duos waren dabei nur schwer zugänglich, so versuchte Die Tageszeitung 1989 eine Analyse über die Gegenüberstellung der Wahrnehmung des Gezeigten durch eine „reale“ und eine „ideale“ Zuschauerin. Im Jahr 1991 zeigten Ulrike Bock, Mona Setter und Brigitta Sgier das Kunstprojekt Freiheit aus meiner Kehle im Berliner Querhaus. In der Perfomance standen Bock (in Federn) und Sgier (in Mehl) in verschiedenen Räumen:

„Beide Frauen bewegen sich etwa eine halbe Stunde lang nach einer genau festgelegten Choreographie, deren Ablaeufe sich staendig wiederholen und die von einer Toncollage strukturiert wird: auf einer Querflöte wird die C-Dur Tonleiter rauf und runter gespielt und mit Geraeuschen von tropfendem Wasser, Flugzeugen und Stimmen gemischt. […] Die märchenhafte Stimmung und die harmonischen Bewegungen wechseln abrupt als der Flugzeuglaerm ertoent: die Frauen stellen sich in die Mitte ihrer Raeume und heben die Hand zum Hitlergruss. Auch auf dem Video erscheint eine Frau mit Hitlergruss. Keine einzige Bewegung eroeffnet die Kommunikation unter den Frauen oder zwischen den Frauen und den Zuschauern.“

 Die Performance, die durch weitere gestaltete Räume mit Videocollagen und Installationen ergänzt war, wurde unter anderem als „Kunst-Autismus“ und „diffuse… narzistische… Selbstbespiegelung“ kritisiert, deren Aussage zwar auf Basis des Gezeigten schwer nachvollziehbar sei, die jedoch in Erinnerung bleibe.
Bock und Sgier waren 1995 Teil des Archa-Ikon-Projekts im Potsdamer Waschhaus im Rahmen der Landeskunstausstellung in Potsdam, das Werke von 17 Künstlerinnen versammelte, „deren gemeinsame ästhetische Haltungen aus dem archaischen Fundus […] gespeist werden“. Bock und Sgier zeigten Gebilde aus Naturstoffen, die von der Kritik gelobt wurden. Zu sehen war die sechsteilige Fotoperformance Träume :sind: Steine >< und auch (ich) :bin: ein Stein aus dem Jahr 1994 nach einer Konzeption von Ulrike Bock, die in der Performance neben Fotografien auch Mehl, Erde, Feder, Blut und Torf verwendete.

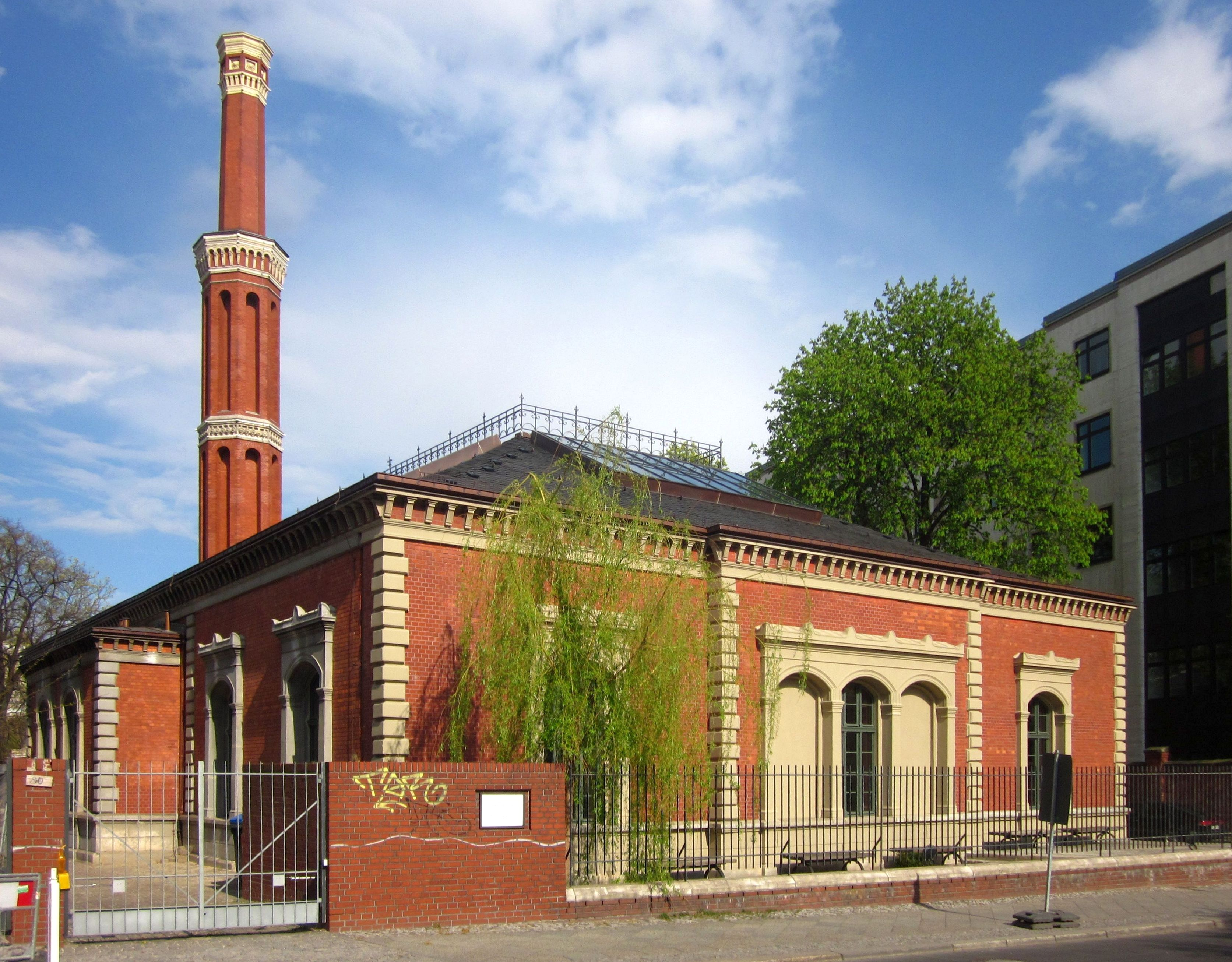
Ehemaliges Lapidarium, Ort der Inszenierung Die Furcht sucht in der Dunkelheit nach den Dingen (1999)

Im Jahr 1999 erhielten Bock und Sgier den Marianne-Werefkin-Preis des Vereins der Berliner Künstlerinnen, der an Mitglieder des Vereins für herausragende Leistungen in der Bildenden Kunst verliehen wird. Im Rahmen der Auszeichnung wurde auch eine Ausstellung der Berlinischen Galerie im Lapidarium (Radialsystem III) ausgerichtet. Bocks und Sgiers Installation Die Furcht sucht in der Dunkelheit nach den Dingen war ein „tabernakelähnliche[s] Gehäuse“ aus Holzstangen, das man betreten musste: „Überall auf dem Boden liegt Salz, und ein roter ‚Lebensfaden‘ über der Installation gemahnt den Besucher an seine eigene Endlichkeit. Drinnen der Tod: ein Tierkadaver, niedlich verpackt in ein Federbett. Daneben – einem Altar gleich – ein Tisch und ein Fotokruzifix. Und überall die gleichen primitivistischen Holzfiguren mit den roten Wundmalen: teils mit Fäden vernäht, teils mit Binden umwickelt und mit scharfen Klingen übersät.“ Die Welt lobte das Künstlerduo als „kompromißlose Einzelgängernaturen“, die „auf zwingende Weise […] Angst und Tod in ihren Werken thematisieren“. Mit Die Furcht sucht in der Dunkelheit nach den Dingen hätten Bock und Sgier wie „Priesterinnen der Metaphysik“ ein „Gesamtkunstwerk geschaffen, das aus dem breiten Strom der Beliebigkeit auftaucht wie eine Insel aus dem Meer spaßorientierter Konsumkultur.“ Die Inszenierung der beiden sei „reich und tief an Symbolgehalt und Metaphorik“ und erinnere „an die Ambitionen von Joseph Beuys“.
Im Rahmen des Symposiums BodenREform im Atelierhof Werenzhain, an dem unter anderem auch Solveig Bolduan und Gabriele Heider teilnahmen, schufen Bock und Sgier 1999 mit Choreographische Skulptur eine „Installation aus zwölf Gräbern, Marderköpfe an den Scheunenwänden, Flaschen, symbolisch gefüllt mit Blut“, die durch eine Gedicht-Performance mit Texten von Ulrike Bock (Gesetzlose Lieder der schlafenden Frauen) ergänzt wurde. Während ihrer Zeit in Pinnow waren Bock und Sgier ebenfalls künstlerisch aktiv. Sgier wurde Vorsitzende des Pinnower Kunstvereins Rabenhaus und inszenierte in der Galerie des Rabenhauses verschiedene Ausstellungen, darunter 1999 Wanderungen, 2000 Arche Noah mit Werken von Bock und Peter Höllriegl, 2001 Vor Ort mit Werken von Bock (Installation Meer der Erde), Fritz Gilow und Thomas Kleinschmidt und 2002 Das weiße Geräusch in einem Haus der Prozessionen mit Werken von Bock und Gilow.

## Ausstellungen (Auswahl)
Einzelausstellungen
- 1974, 1979: Galerie Dodenhof, Bremen[2]
- 1975: Galerie Gey, Hagen[2]
- 1975: Kunstverein, Celle[2]
- 1975: Galerie E. Pfäfflin, Zürich[2]
- 1976: Galerie im Centre, Lüneburg[2]
- 1976: Ulrike Bock: Ich und ich in einer Landschaft, Kunstverein Celle[27]
- 1977: Galerie Steinröther, Münster[2]
- 1978: 6x6 Landschaften, Galerie Niedlich, Stuttgart[6][28]
- 1984: Plastiken + Bilder, Ladengalerie, Berlin[2]
- 1985: Galerie Rose, Hamburg[29]
- 1987: Ulrike Bock. 1 + 1 ≠ 2 (Retrospektive), Kunstverein Göttingen[30]
- 1988: X: von der Freude: X, Ladengalerie, Berlin[31]
- 1989: Subjekt-Räume. Fotografien, Partituren, Installation, Ton-Szenarien, Video. Pelze Multimedia, Berlin (mit Brigitta Sgier)[32][33]
- 1989: Galerie Comedia, St. Gallen, Schweiz[29]
- 1990: Ulrike Bock und Brigitta Sgier: Eine ungefähre Ewigkeit – Subjekt-Orte, Ladengalerie, Berlin[34]
- 1991: Freiheit aus meiner Kehle, Querhaus, Berlin (mit Brigitta Sgier und Mona Setter)[18]
- 1992: An anderem Ort (mit Brigitta Sgier, Ute Mahling, Peter Schultz-Hagen), Ausstellung der Berlinischen Galerie im Kunstforum, GrundkreditBank[29]
- 1992–1993: Draußen am Rand (mit Brigitta Sgier), Ladengalerie Berlin[35]
- 1999: Installation Die Furcht sucht in der Dunkelheit nach den Dingen (mit Brigitta Sgier), Berlinische Galerie, Lapidarium[36]
- 2000: Arche Noah, Ulrike Bock und Peter Höllriegl (Ausstellungsarrangement von Brigitta Sgier), Rabenhaus, Pinnow[37]
- 2001: Vor Ort. Stand der Dinge. Eine Zwischen-Bilanz, Ulrike Bock, Fritz Gilow, Thomas Kleinschmidt (Ausstellungsarrangement von Brigitta Sgier), Rabenhaus, Pinnow
- 2002: Das weiße Geräusch in einem Haus der Prozessionen, Ulrike Bock und Fritz Gilow (Ausstellungsarrangement von Brigitta Sgier), Rabenhaus, Pinnow

Ausstellungsbeteiligungen
- 1976: Kunstmesse Basel
- 1991: Außerhalb von Mittendrin, Neues Kunstquartier im TIB und Kino Arsenal (u. a. mit Brigitta Sgier)[38]
- 1993–1994: Jahresausstellung des Vereins der Berliner Künstlerinnen, Schadow-Haus, Berlin
- 1994: Fünf Jahre danach, Haus am Lützowplatz, Berlin
- 1995: „Archa-Ikon“-Projekt im Potsdamer Waschhaus von 17 Künstlerinnen, Landeskunstausstellung Kunstraum ohne Titel, Potsdam[39]
- 1997–1998: Installation Stuhlloser Kosmos von Ulrike Bock und Brigitta Sgier, Sonderschau sitzen, Deutsches Hygiene-Museum Dresden[40]
- 1999: Symposium BodenREform, Atelierhof Werenzhain, Symposium mit neun Künstlerinnen, darunter Ulrike Bock und Brigitta Sgier[41]
- 2000: Tiere, Ladengalerie, Berlin[42]

## Filmografie (Auswahl)
Alle Filme wurden in Schwarzweiß und ungeschnitten produziert; Regie führte, wenn nicht anders angegeben, Ulrike Bock mit Brigitta Sgier.
- 1985: nur eine Frau (ein Videoband) – nur Ulrike Bock[13]
- 1986: Das Ja und Nein des Körpers (ein Videoband)
- 1986: Nacht: eine Frau an eine Frau (vier Videobänder)
- 1987: 1 + 1 ≠ 2 (drei Videobänder)
- 1987: eine ungefähre Ewigkeit (drei Videobänder)
- 1987: ∞ + 9 = ∞ (zwei Videobänder)
- 1987: X:von der Freude:X
- 1987: Winderworte einer Verdammten (drei Videobänder)
- 1988: Bolero-Topografie eines Schweigens (zwei Videobänder)
- 1989: (Ich) > ∞
- 1989: Vor (mir) liegt Norden
- 1990: Freiheit aus meiner Kehle

Filmbeiträge über Ulrike Bock
- Rainer K. G. Ott: Porträt Ulrike Bock. Fernsehfilm, SFB, 1982.[6]
- Rainer K. G. Ott: Mord als Motiv in der Bildenden Kunst. Fernsehfilm, SFB, 1984 (mit Interview Ulrike Bock und Beitrag zu ihrer Arbeit).[6]

## Publikationen (Auswahl)
- mit Arno Waldschmidt: Das Mädchen und der Knopf. Fotobuch. Merlin, Hamburg 1969.
- Ulrike Bock: Ich und ich in einer Landschaft. 6 Original Offsetlithos _ Buntstiftzeichnungen _ Ausstellung vom 29. Mai bis 12. Juni 1976. Kunstverein Celle e.V. (Hrsg.): Loseblattwerk, 1976.
- Die denkende Schrift. (mit fotografischen Bildern der Autorin). Konkursbuch Verlag Claudia Gehrke, Tübingen, 1986, ISBN 978-3-8876-9026-7.
- mit Brigitta Sgier: Ulrike Bock/Brigitta Sgier. 1+1≠2. Merlin Verlag, Gifkendorf 1987.
- mit Brigitta Sgier: Freiheit aus meiner Kehle. Dokumentation. Eine choreografische Ausstellung. Ladengalerie, Berlin 1991, ISBN 3-926460-30-X.

## Auszeichnungen
- 1996: Artist in Residence, Atelierstipendium der Stiftung Starke, Berlin (mit Brigitta Sgier)[44]
- 1999: Marianne-Werefkin-Preis des Vereins der Berliner Künstlerinnen (mit Brigitta Sgier)[45]